# Bougoula (Kolondiéba)
Bougoula è un comune rurale del Mali facente parte del circondario di Kolondiéba, nella regione di Sikasso.
Il comune è composto da 5 nuclei abitati:
- Bougoula
- N'Gokila
- Siana
- Zantoumala
- Zoha